# Annelies Kubicek
Annelies Kubicek (* 8. September 1935 in Dresden) ist eine deutsche Ärztin sowie Politikerin (PDS) und ehemaliges Mitglied des Sächsischen Landtages.

## Leben
Annelies Kubicek besuchte die Oberschule in Dresden und absolvierte ihr Abitur im Jahr 1954. Danach studierte sie Humanmedizin in Leipzig und Greifswald. Das Staatsexamen machte sie im Jahr 1959. Anschließend arbeitete Frau Kubicek von 1962 bis 1970 als praktische Ärztin in Saarmund und in Kloster Veilsdorf. Im Jahr 1969 erhielt sie die Facharztanerkennung zum Facharzt für Allgemeinmedizin. Ab 1971 war Annelies Kubicek vollzeitlich Leiterin der Hygiene-Inspektion im Kreis Oelsnitz. Im Jahr 1976 erhielt sie die Anerkennung als Kreishygieneärztin. 1975 war sie im Medizinalrat tätig. Ab März 1990 war Frau Kubicek vollzeitlich Hygienearzt im Gesundheitsamt des Landratsamtes Oelsnitz.
Frau Kubicek ist konfessionslos, verheiratet und hat vier Kinder.

## Politik
Annelies Kubicek war zu DDR-Zeiten Mitglied der SED. Nach der Wende war sie Mitglied im Ausschuss für Umwelt und Stadtökologie in der Stadt Plauen. Im Oktober 1990 wurde sie über die Landesliste in den Sächsischen Landtag gewählt, dem sie für eine Wahlperiode bis 1994 angehörte. Dort war sie unter anderem im Ausschuss für Soziales, Gesundheit, Familie und Frauen tätig. Am 2. Dezember 1990 war Annelies Kubicek Direktbewerberin bei der Wahl zum 12. Deutschen Bundestag. Frau Kubicek engagierte sich auch als Stadträtin von Plauen und im Aufsichtsrat der Erdgas Plauen GmbH.

## Belege
- Klaus-Jürgen Holzapfel (Hrsg.): Sächsischer Landtag: 1. Wahlperiode, 1990–1994; Volkshandbuch. NDV Neue Darmstädter Verlagsanstalt, Rheinbreitbach 1991, ISBN 3-87576-265-7, S. 42 (Ausschuss: S. 92). (Stand Mai 1991)